# Івайло Йорданов
Івайло Йорданов (болг. Ивайло Йорданов, нар. 22 квітня 1968, Самоков) — болгарський футболіст, що грав на позиції півзахисника. Футболіст року в Болгарії (1998).
Виступав, зокрема, за лісабонський клуб «Спортінг», за який виступав у більш ніж 250 офіційних матчах за десятиліття та виграв обидва головних національних титули. Провів 50 матчів за збірну Болгарії. Учасник двох чемпіонатів світу і чемпіонату Європи 1996 року.

## Клубна кар'єра
Народився 22 квітня 1968 року в місті Самоков. Вихованець футбольної школи клубу «Рілскі Спортіст», де і розпочав професійну кар'єру і в якому провів сім сезонів, взявши участь у 199 матчах чемпіонату.
У 1989 році, у віці 21 року, Івайло перейшов в «Локомотив» (Горішня Оряховиця), за який виступав 2 сезони, ставши в 1991 році найкращим бомбардиром чемпіонату Болгарії.
Незважаючи на те, що «Локомотив» був одним із аутсайдерів болгарського чемпіонату, Йорданов зумів привернути до себе увагу лісабонського «Спортиіга», в який перейшов в 1991 році. Івайло грав за «Спортінг» десять сезонів, провівши 183 матчі і забивши 53 м'ячі. За час, проведений в Лісабоні, Йорданов встиг стати чемпіоном Португалії і володарем двох кубків країни. У 1997 році він був визнаний найкращим футболістом Болгарії. Постійні проблеми з травмами та діагностика розсіяного склерозу в 1997 році призвели до виходу на пенсію 2001 року.

## Виступи за збірну
28 травня 1991 року дебютував в офіційних іграх у складі національної збірної Болгарії в матчі зі збірною Бразилії.
Йорданов не зумів стати гравцем основи нападу болгар, не витримуючи конкуренції з Христо Стоїчковим, Любославом Пєнєвим і Емілем Костадіновим. Тим не менш Івайло був учасником двох чемпіонатів світу — 1994 року у США та 1998 року у Франції, зігравши на них загалом 7 матчів, а також на чемпіонаті Європи 1996 року в Англії, де зіграв 2 матчі.
Останній матч за збірну Йорданов зіграв 16 серпня з командою Бельгії. Протягом кар'єри у національній команді, яка тривала 10 років, провів у формі головної команди країни 51 матч, забивши 4 голи.

### Тренерська кар'єра
Після завершення кар'єри гравця Йорданов залишився в «Спортінгу» і працював в структурі клубу. На цій посаді він перебував 3 роки і спостерігав за молодим талантом Кріштіану Роналду. У 2004 році Йорданов був призначений помічником Христо Стоїчкова у збірній Болгарії. Свій пост Івайло залишив у 2007 році, після відходу Стоїчкова.
У 2010 році увійшов до скаутського відділу клубу «Літекс» .
4 березня 2017 року він був призначений спортивним директором «Локомотива» (Горішня Оряховиця).

## Титули і досягнення

### Командні
- Чемпіон Португалії (1):

«Спортінг»: 1999–00
- Володар Кубка Португалії (1):

«Спортінг»: 1994–95
- Володар Суперкубка Португалії (2):

«Спортінг»: 1995, 2000

### Особисті
- Футболіст року в Болгарії: 1998
- Найкращий бомбардир чемпіонату Болгарії: 1991 (21 гол)
- Почесний громадянин Софії (1994)[6].